# Matt Bouldin
Matthew Timothy Bouldin, detto Matt (Highlands Ranch, 17 gennaio 1988), è un ex cestista statunitense.

## Palmarès
- Campionato montenegrino: 1

Budućnost: 2011-12
- Coppa del Montenegro: 1

Budućnost: 2012
- Campione NBDL (2014)